# Wapen van Waterschap Groot-Haarlemmermeer

Het wapen van Waterschap Groot-Haarlemmermeer

Het wapen van Waterschap Groot-Haarlemmermeer werd op 13 juli 1979 per Koninklijk Besluit aan het Noord-Hollandse Waterschap Groot-Haarlemmermeer toegekend. In 2005 is het waterschap opgegaan in het Hoogheemraadschap van Rijnland. Dit waterschap is ouder en groter waardoor het nieuwe Rijnland de naam en het wapen behield, waardoor niets uit het wapen van Groot-Haarlemmermeer meer in gebruik is.

## Blazoenering
De blazoenering van het wapen luidt als volgt:
Golvend doorsneden; I in zilver, op een grond van sinopel, een negentiende-eeuws stoomgemaal van keel, uit de schoorsteen waarvan rook van sabel oprijst en beladen met de letter W en het cijfer I van goud; II golvend gedwarsbalkt van vier stukken, zilver en azuur. Het schild gedekt met een gouden kroon van drie bladeren en twee parels.
Het wapen is gedeeld, het bovenste deel is van zilver en toont een rood 19e-eeuws (stoom)gemaal, met uit de schoorsteen zwarte rook, staande op een groene ondergrond. Op het gemaal een gouden W en I. Hieronder een golvend gedwarsbalkt deel met twee zilveren en twee blauwe dwarsbalken. Boven op het schild een gravenkroon.

## Symboliek
Het wapen was gebaseerd op het wapen van Haarlemmermeerpolder; het waterschap Haarlemmermeerpolder is in 1978 gefuseerd met diverse andere waterschappen tot het waterschap Groot-Haarlemmermeer. De Haarlemmermeerpolder is drooggemalen door drie sterk op elkaar lijkende stoomgemalen, waaronder het gemaal De Cruquius. Een dergelijk gemaal komt op het wapen terug als wapenstuk. De aanduiding W1 op het gemaal verwijst naar koning Willem I, die zich voor de droogmakerij heeft ingezet. Het wapen symboliseert de drooglegging van het Haarlemmermeer. Het waterschap heeft voor het verlenen van het wapen twee meervallen als schildhouders aangevraagd, deze werden niet verleend omdat voorgaande waterschappen geen schildhouders hebben gevoerd. Er is wel een kroon toegekend, iets wat aan de belangrijkste voorganger van het waterschap expliciet door de Hoge Raad van Adel was geweigerd.
Het wapen is onder meer te zien in de gevel van het Gemaal Schipholdijk ter hoogte van het Amsterdamse Bos.

## Vergelijkbare wapens

Het wapen van Waterschap Haarlemmermeerpolder
Een voorgesteld wapen voor de gemeente Haarlemmermeer, uiteindelijk is wel het water in het wapen opgenomen.
Het wapen van de gemeente Haarlemmermeer